# 소항인가
《소항인가》(小巷人家)는 2024년 방송되었던 중국의 드라마이다.

## 등장 인물
- 옌니 - 황링 역
- 리광제 - 린우펑 역
- 곽효동 (Thomas) - 좡차오잉 역
- 장신 - 송인 역
- 왕안위 - 린동저 역
- 판청청 - 좡투난 역
- 관샤오퉁 - 좡샤오팅 역
- 노욱효 (Irene) - 리지아 역
- 석운붕 (石云鹏) - 샹팡페이 역
- 주결경 - 우산산 역

## 참고 사항
- 극중 린동저와 좡샤오팅 역을 맡은 왕안위와 관샤오퉁은 《이십불혹》이후 5년만에 재회하였다
- 극중 좡샤오팅과 샹팡페이 역을 맡은 관샤오퉁과 석운봉은 《봉수황》이후 7년만에 재회하였다